# Shahrestān di Sorkheh
Lo shahrestān di Sorkheh (in  farsi شهرستان سرخه) è uno degli 8 shahrestān della provincia di Semnan, il capoluogo è Sorkheh. Lo shahrestān è suddiviso in una circoscrizione (bakhsh): 
- Centrale (بخش مرکزی)